# Elecciones presidenciales de Ecuador de 1901
Las elecciones presidenciales de Ecuador de 1901 fue el proceso electoral el cual tuvo por objetivo la elección de un nuevo Presidente Constitucional de la República del Ecuador.

## Antecedentes
Fueron convocadas las elecciones por parte del presidente Eloy Alfaro para escoger a su sucesor presidencial, bajo la Constitución de 1897.

## Desarrollo
Para las elecciones presidenciales, se presentaron tres candidaturas: del general Manuel Antonio Franco, del banquero guayaquileño Lizardo García y del doctor Manuel Benigno Cueva. El primero contaba con la oposición política conservadora, que le atribuía el asesinato del joven periodista Víctor León Vivar; García no era muy conocido en el país, y el tercero estaba invalidado legalmente por haber desempeñado la vicepresidencia de la República entre 1897 y 1899.
Ante el fracaso de esas candidaturas, José Peralta, Abelardo Moncayo Esparza y el ambateño Juan Benigno Vela Hervas intercedieron reiteradamente ante el presidente Alfaro para que apoyara a Leonidas Plaza, general manabita que había sido designado presidente de la cámara de diputados, quién tenía una postura más  moderada que Alfaro y conexiones con sectores bancarios y comerciantes. El 11 de noviembre de 1900, se inauguró el primer comité placista en Quito y el 14, el de Guayaquil. Finalmente, Alfaro cedió ante la presión y apoyó a Plaza.
El triunfo de Plaza fue notorio al obtener 65.781 votos contra los 7.915 de Lizardo García, los 182 del general Manuel Antonio Franco y los 196 votos a favor de otras personas.
Leonidas Plaza asumió el cargo de Presidente Constitucional de la República el 1 de septiembre de 1901.

## Candidatos y Resultados
| Partido  | Partido                     | Facción dentro del PLE     | Candidato                       | Cargos importantes                                 | Votos  | %     |
| -------- | --------------------------- | -------------------------- | ------------------------------- | -------------------------------------------------- | ------ | ----- |
|          | Partido Liberal del Ecuador | Oficialista / Moderado     | Leónidas Plaza Gutiérrez        | Presidente de la Cámara de Diputados (1900 - 1901) | 65.781 | 88.8% |
| Moderado | Partido Liberal del Ecuador | Lizardo García Sorroza     | Ministro de Hacienda (1895)     | 7.915                                              | 10.6%  |       |
| Radical  | Partido Liberal del Ecuador | Manuel Antonio Franco Vera | General de Brigada del Ejército | 182                                                | 0.2%   |       |
| Otros    | Otros                       | Otros                      | Otros                           | Otros                                              | 196    | 0.3%  |

Fuente: